# بخش پایالا
بخش پایالا (به سوئدی: Pajala kommun) یک ناحیه شهری در سوئد است که در شهرستان نوربوتن واقع شده‌است.